# 39540 Борхерт
39540 Борхерт (39540 Borchert) — астероїд головного поясу, відкритий 11 квітня 1991 року.
Тіссеранів параметр щодо Юпітера — 3,469.